# Rörmyranskogens naturreservat
Rörmyranskogens naturreservat är ett naturreservat i Sollefteå kommun i Västernorrlands län.
Området är naturskyddat sedan 2024 och är 143 hektar stort. Reservatet ligger öster om Junsele och består av barrnaturskog, trädbevuxna myrar och öppna våtmarker.